# Chinees curlingteam (gemengd)
Het Chinese curlingteam vertegenwoordigt China in internationale curlingwedstrijden.

## Geschiedenis
China nam voor het eerst deel aan een internationaal curlingtoernooi voor gemengde landenteams in 2015, toen het van de partij was op het allereerste wereldkampioenschap in deze curlingdiscipline. Het Chinese team, onder leiding van skip Ji Yansong, opende het toernooi met een 7-4-nederlaag tegen gastland Zwitserland. Hierna wisten de Chinezen wel de resterende zeven wedstrijden in de groepsfase te winnen. China drong door tot de halve finales, waarin het verloor van de uiteindelijke wereldkampioen Noorwegen. De strijd om de derde plaats wist het land wel te winnen van Rusland. China verliet het toernooi aldus met een bronzen medaille. Ondanks deze podiumplaats nam China een jaar later niet deel aan het WK. In 2017 was het land wel weer present, en bereikte het een negende plek. In latere jaren ontbraken de Chinezen wederom.

## China op het wereldkampioenschap
| Jaar | Plaats        | Skip          | WG            | W             | V             | PV            | PT            |
| ---- | ------------- | ------------- | ------------- | ------------- | ------------- | ------------- | ------------- |
| 2015 | 3             | Ji Yansong    | 13            | 10            | 3             | 86            | 42            |
| 2016 | Geen deelname | Geen deelname | Geen deelname | Geen deelname | Geen deelname | Geen deelname | Geen deelname |
| 2017 | 9             | Liu Sijia     | 7             | 4             | 3             | 40            | 28            |
| 2018 | Geen deelname | Geen deelname | Geen deelname | Geen deelname | Geen deelname | Geen deelname | Geen deelname |
| 2019 | Geen deelname | Geen deelname | Geen deelname | Geen deelname | Geen deelname | Geen deelname | Geen deelname |
| 2022 | Geen deelname | Geen deelname | Geen deelname | Geen deelname | Geen deelname | Geen deelname | Geen deelname |
| 2023 | Geen deelname | Geen deelname | Geen deelname | Geen deelname | Geen deelname | Geen deelname | Geen deelname |
| 2024 | Geen deelname | Geen deelname | Geen deelname | Geen deelname | Geen deelname | Geen deelname | Geen deelname |

Andorra · Australië · België · Brazilië · Canada · China · Chinees Taipei · Denemarken · Duitsland · Engeland · Estland · Filipijnen · Finland · Frankrijk · Hongarije · Hongkong · Ierland · India · Israël · Italië · Japan · Kazachstan · Kenia · Kosovo · Kroatië · Letland · Litouwen · Luxemburg · Mexico · Nederland · Nieuw-Zeeland · Nigeria · Noorwegen · Oekraïne · Oostenrijk · Polen · Portugal · Puerto Rico · Roemenië · Rusland · Schotland · Servië · Slovenië · Slowakije · Spanje · Tsjechië · Turkije · Verenigde Staten · Wales · Wit-Rusland · Zuid-Korea · Zweden · Zwitserland